# Moviment Escolta i Guiatge de Mallorca
|  | Aquest article tracta dels escoltes catòlics de Mallorca. Pels escoltes laics, vegeu Escoltes i Guies de Mallorca |

El Moviment Escolta i Guiatge de Mallorca és una associació escolta catòlica de Mallorca, que pertany al Moviment Scout Catòlic i a la Federació d'Escoltisme i Guiatge de les Illes Balears. Fou fundada l'any 1956 per Eladi Homs i Maria Ferret, i el 2006 rebé del Consell de Mallorca el Premi Jaume II. És l'associació escolta que acull més agrupaments de l'illa.
Com en altres indrets de l'estat, l'escoltisme a Mallorca va tenir un paper important durant el tardofranquisme i la Transició en la promoció de valors humanistes i catalanistes.

## Història
Després de la creació de l'escoltisme el 1907, el bisbe de Mallorca Pere Joan Campins fundà, el 1913, els Exploradors Mallorquins, inserit dins el moviment escolta, i que tengué centres arreu de Mallorca, però que es dissolgué el 1923 per manca de dirigents. El 1933 i el 1934 es fundaren dos nous grups, a Felanitx i a Palma, però no tengueren continuïtat després de la República.
El 1956, Eladi Homs fundà la unitat Ramon Llull, la primera del Moviment Escolta de Mallorca, i el 1958, la seva esposa Maria Ferret fundà la branca femenina, amb la unitat Rosa de Bardissa (actualment Reina Constança). El 1965 els escoltes de Mallorca s'integraren dins el nou Moviment Scout Catòlic d'Espanya. El 1975, un grup de dirigents que volia deslligar-se de l'Església creà una escissió laica, els Escoltes i Guies de Mallorca, i, com a resposta el 1976 les branques masculina i femenina del Moviment s'integraren en una de sola, que ocasionà el naixement del Moviment Escolta i Guia de Mallorca. El 1990 tenia 11 agrupaments i uns mil membres, i el 2023 hi havia 13 agrupaments i uns mil cent membres.

## Agrupaments
Llista d'agrupaments en actiu (2023):
- AEG Jaume I - Verge de Lluc (1963): Palma, barri de l'Arxiduc, parròquia de l'Encarnació. Fulard partit blau i vermell.[a]
- AEG Eladi Homs (1989): Palma, barri de Marquès de la Fontsanta, parròquia de Sant Alonso. Fulard lila amb rivet vermell.
- AEG Reina Constança (1959): Palma, barri de Bons Aires, parròquia de Santa Catalina Tomàs.[b] Fulard verd amb rivet blanc.
- AEG Sant Josep Obrer (1960): Palma, barri de Pere Garau, escola de Sant Josep Obrer. Fulard lila amb rivet blanc.
- AEG Ramon Llull (1956): Palma, centre, escola de Sant Francesc.[c] Fulard vermell amb rivet blanc.
- AEG Son Sardina (1972): Palma, Son Sardina. Fulard blau amb rivet negre.
- AEG Son Ferriol (2007): Palma, Son Ferriol.[d] Fulard verd amb rivet lila.
- AEG Soca-Arrel (1994): Marratxí, Pòrtol. Fulard marró amb rivet verd.
- AEG Terra de Pous (1995): Santa Maria. Fulard vermell amb rivet verd.
- AEG Pedra Viva (1993): Binissalem. Fulard blau amb rivet blanc.
- AEG Sant Roc (1973): Alaró. Fulard blau amb rivet verd.
- AEG Capità Angelats (1960): Sóller. Fulard blau amb rivet groc.
- AEG Sa Marjal (2000): Sa Pobla. Fulard negre amb rivet blanc.

Agrupaments existents el 2002 actualment inactius:
- AEG Tardor (1978): Palma, barri del Camp Redó, parròquia de Sant Francesc de Paula.[6]
- AEG Turó del Drac (1990): Santa Margalida. Fulard verd amb rivet groc.[7]

També han existit agrupaments a viles com Artà, Bunyola, Esporles, Inca, Mancor, Manacor, Pollença, Selva i Santanyí i, a Palma, a barriades com l'Arenal, Sant Jordi, la Soledat, el Vivero i diverses parròquies i escoles del centre.